# Stuart Roosa
Stuart Allen „Stu“ Roosa (* 16. August 1933 in Durango, Colorado; † 12. Dezember 1994 in Falls Church, Virginia) war ein US-amerikanischer Astronaut der NASA. Bei Apollo 14, dem sechsten bemannten Flug zum Mond, diente er als Pilot des Kommandomoduls.

## Leben
Nach Abschluss der High School in Claremore, Oklahoma studierte Roosa an der Oklahoma State University und der University of Arizona. 1953 trat er in die United States Air Force ein. An der University of Colorado erlangte Roosa 1960 seinen Abschluss mit Auszeichnung zum Bachelor of Science in Aeronautical Engineering (Luftfahrttechnik). Von 1962 bis 1964 diente er auf verschiedenen Stützpunkten u. a. als Kampf- und Testpilot. Während seiner gesamten Dienstzeit absolvierte er mehr als 5.500 Flugstunden. 1966 trat Roosa mit der 5. Gruppe von Astronauten in die NASA ein. Im Anschluss an das Apollo-Programm war er dem Space-Shuttle-Programm zugeteilt. Nachdem er 1976 die NASA und die Air Force im Rang eines Obersts verlassen hatte, war er in verschiedenen Unternehmen in leitenden Positionen tätig und von 1981 bis zu seinem Tode Eigentümer und Präsident des Unternehmens Gulf Coast Coors, Inc. in Gulfport (Mississippi). Roosa verstarb am 12. Dezember 1994 und hinterließ eine Frau und vier Kinder. Sein Grab befindet sich auf dem Nationalfriedhof Arlington.

## Apollo
Während der Vorbereitungsphase der Apolloflüge führte Roosa vom 5. April bis zum 7. April 1968 zusammen mit James Lovell und Charles Duke eine simulierte Notwasserung durch, bei der die Astronauten ca. 48 Stunden in einer Apollo-Landekapsel im Golf von Mexiko trieben.
1969 war Roosa Mitglied der Unterstützungsmannschaft (Support Crew) für Apollo 9.
Er absolvierte seinen einzigen Raumflug vom 31. Januar bis zum 9. Februar 1971 als Pilot der Kommandokapsel (Kitty Hawk) von Apollo 14 zusammen mit Alan Shepard (Kommandant) und Edgar Mitchell (Pilot der Mondlandefähre Antares). Während Shepard und Mitchell sich auf dem Mond aufhielten, verblieb Roosa alleine in der Kommandokapsel im Mondorbit, wo er in dieser Zeit verschiedene fotografisch dokumentierte Beobachtungen durchführte.
Für die Missionen Apollo 16 und Apollo 17 war Roosa als Pilot der Kommandokapsel in der Reservemannschaft.

## Auszeichnungen
Stuart Roosa erhielt während seiner Karriere als Astronaut u. a. folgende Auszeichnungen:
- NASA Distinguished Service Medal
- JSC Superior Achievement Award
- Air Force Command Pilot Astronaut Wings
- Air Force Distinguished Service Medal
- Arnold Air Society’s John F. Kennedy Award
- City of New York Gold Medal
- American Astronautical Society’s Flight Achievement Award

Siehe auch: Liste der Raumfahrer